# Trechalea boliviensis
Trechalea boliviensis är en spindelart som beskrevs av James E. Carico 1993. Trechalea boliviensis ingår i släktet Trechalea och familjen Trechaleidae. Inga underarter finns listade i Catalogue of Life.